# Актогай (станция)
Актогай — железнодорожная станция Алма-Атинского отделения Казахстанских железных дорог, расположенная в посёлке Актогае Абайской области . Расположена на Турксибе, а также ветках Актогай — Достык, и Мойынты — Актогай.

## История
Станция находится на Турксибе. В результате советско-китайского раскола 1956 года железная дорога до станции Достык через Джунгарские Ворота была построена в 1959 году, но к тому времени отношения между двумя странами испортились, и китайская Ланьсиньская железная дорога не была продлена до границы с Казахстаном в последующие тридцать лет. В 1985 году была подключена железная дорога Актогай — Саяк, и стало возможным железнодорожное сообщение с Центральным Казахстаном. После соединения с Китаем на перевале Алатау в 1990 году, был создан железнодорожный ход Урумчи — Достык — Актогай — Саяк — Балкаш — Мойынты. В 2012 году была открыта новая линия между Жетигеном через перевалочный узел негабаритной грузоперевозок в Коргасе до перекрестка в Китае, в Цзинхэ.